# Tilmann Krieg
Tilmann Krieg (* 29. Mai 1954 in Stuttgart) ist ein deutscher Künstler, Fotograf, Autor  und Designer.

## Leben
Tilmann Krieg wurde 1954 als Sohn des Psychoanalytikers Dieter Krieg und Maria-Elisabeth Krieg-von Spiegel zum Desenberg in Stuttgart geboren. Er ist Großneffe des Arztes, Ethnologen und Zoologen Hans Krieg.
Tilmann Krieg studierte nach einer Ausbildung zum Fotografen Visuelle Kommunikation an der Hochschule Düsseldorf mit dem Schwerpunkt Illustration, Buchgestaltung, Fotografie bei  Klaus Kammerichs , Rudi Assmann. Abschlussdiplom 1981 als Designer (Visuelle Kommunikation, Schwerpunkt Illustration) bei Hans Georg Lenzen und Klaus E. Neelen. Anschließend nahm er ein Zweitstudium bei Sarkis an der Kunstakademie Haute école des arts du Rhin, Straßburg auf (1981–1984).
Ab 1979 Ausstellungen, zunächst als Maler, Radierer und Zeichner.
1999 wandte er sich von der klassischen Malerei ab und entwickelte eine eigenständige Ausdruckswelt malerischer Fotografie, die zuweilen bis an die Grenzen der Abstraktion geht. Das Grundkonzept seiner Arbeit ist die Darstellung der Dimension „Zeit“ im Bild, d. h. die Bewegungsspuren des vergehenden Moments, die sich in der Aufnahme abzeichnen. Die auf diese Weise entstehenden Aufnahmen haben eine starke malerische Anmutung. Die Arbeiten Kriegs sind daher eher dem Grenzbereich zwischen Malerei und Fotografie zuzuordnen, da sie eigentlich eher eingefrorene Filmsequenzen sind als scharfe fotografische Zeitschnitte. Die Ästhetik seiner Arbeiten wird in Rezensionen immer wieder mit der von Gerhard Richter verglichen, insbesondere weisen figürliche Arbeiten wie Kriegs „upstairs“ Parallelen zu Richters „Ema“ auf, wenn auch die technische Herangehensweise beider Künstler geradezu diametral gegensätzlich ist.
Die ersten Aufnahmen Kriegs, die bereits diesen Umgang mit Licht und Zeit zeigen, wurden 1999, also in den Anfängen der digitalen Fotografie, veröffentlicht. Krieg arbeitete in der Folge in Nordamerika, Brasilien, Äthiopien, Marokko, Korea und China. Thema sind vorwiegend Menschen und urbanes Leben, die in Themenzyklen erscheinen. Herausragend ist die Serie „Metro“, wobei die Subways verschiedener Megapolen als Sinnbild für die Reise des Lebens und den „Blutkreislauf“ modernen urbanen Lebens stehen.
Gleichzeitig mit seiner Bildsprache entwickelte er seine Themen und eine ungewöhnliche Technik seiner meist großformatigen Fotografie. Meistens entwickelt er seine Fotos direkt auf Stahl, Kupfer oder Aluminium. Oft werden die fotografischen Vorlagen durch malerische Intervention erweitert. Gelegentlich verformt Krieg seine Arbeiten zu räumlichen Objekten und Assemblagen, die skulptural in den Raum greifen. Auch experimentiert er mit neuen Materialien und Techniken, so versilbert er selbst Stahl- oder Kupferplatten als Trägermaterial für seine fotografischen Bildmotive.

## Werk
Kriegs Arbeit ist – obwohl sie sich fotografischer Mittel bedient – eher der Malerei zuzuordnen. Auch geht sie im künstlerischen Konzept weit über die klassische Fotografie hinaus. Signifikant ist die eigenwillige Verwendung von Materialien wie Stahl, Aluminium oder Silber, aber auch von großformatigen Drucken auf transparenten Filmen, die frei im Raum hängen.
2015 schuf Krieg die visuelle Symphonie „Metropolis“, die am 1. November 2015 in der Kirche St. Johannes Nepomuk in Kehl uraufgeführt wurde: ein Werk in zwölf Sätzen, das Musik, Soundcollagen und Bildprojektionen aus acht Projektoren raumfüllend in die Architektur sendet (Dauer: 54 Minuten).
Seit ca. 2007 treten in Kriegs Arbeit fotografische Rauminstallationen und Projektionsarbeiten in den Vordergrund, in Werken wie „Cores“, „Sua vida“, „Metro - east-west line“, „Bilderwelten“, die teilweise innerhalb von Konzertveranstaltungen aufgeführt werden. Einzel und Gruppenausstellungen gab es in vielen Ländern der Alten und der Neuen Welt, in vielen öffentlichen Sammlungen ist Krieg vertreten. Mehrere Projekte wurden auf Einladung des Goethe-Instituts in Paris, Los Angeles, Salvador Bahia, Addis Abeba, Frankfurt am Main realisiert.
Von Krieg existieren Großskulpturen im öffentlichen Raum, die Licht und Mittel der Fotografie verwenden.
Tilmann Krieg gewann 2008 den Fotokunstpreis der Internationalen Kunstmesse Seoul (KIAF) mit „shooting hidden spot“. Im Sommer 2010 war er einer der internationalen Künstler, die von der Stadt und dem Kunstverein Suwon (Südkorea) zum Aufbau einer Installation im Umfeld des Weltkulturerbes eingeladen wurden (Projekt: „Haengungdong People“).

## Ausstellungen
- 1981: Galerie Hermannstr.8, Brühl
- 1984: Galerie Die schwarze Treppe, Haigerloch
- 1985: Städtische Galerie, Kehl
- 1986: Galerie Doris Hölder, Ravensburg
- 2000: tomorrow I´ll be better, Stadtmuseum am Markt, Schiltach
- 2000: Bilder aus Amerika, Städtische Galerie im Friedrichsbau, Bühl
- 2003: pura luz, um olhar objetivo, Goethe-Institut, Salvador Bahia, Brasilien
- 2004: die Welt mit den Augen des anderen sehen, Fotoskulptur im öffentlichen Raum, Kehl am Rhein
- 2005: Portraits aus Bahia, Grimmelshausen Museum, Renchen
- 2005: moro num pais tropical, Staatliches Museum am Friedrichsplatz, Karlsruhe
- 2005: Galerie Doris Hölder, Ravensburg
- 2005: Galerie Signum, Heidelberg
- 2007: Walter Bischoff Galerie, Berlin
- 2007: Ethiopian Experiences, Johann Wolfgang Goethe-Universität Frankfurt am Main
- 2008: Ethiopia with different eyes, Goethe-Institut, Addis Abeba, Äthiopien
- 2009: Passagen, Villa Haiss - Museum für zeitgenössische Kunst, Zell a.H.
- 2009: Uo-Ri, Museum for contemporary art - PakYoung Gallery, Seoul, Südkorea
- 2009: Ethiopia with different eyes, Goethe-Institut, Frankfurt am Main
- 2010: Gallery Gala, Seoul, Südkorea
- 2010: spacenoon gallery, Suwon, Südkorea
- 2011: Journey to the unknown, Kunstverein Speyer
- 2012: Artists from Germany, Gallery of Soka University, Aliso Veijo, Kalifornien, USA
- 2013: Passages, Galerie François Mansart, Paris, Frankreich
- 2013: Shades of Light Galerie Raphael Rigassi, Bern, Schweiz
- 2014: Lebenszeichnen Galerie Cascade Artspace, Kehl, mit Jürgen Brodwolf, Xhou Brothers
- 2014: Neue Arbeiten aus der Werkserie ‚Passagen‘ Galerie Doris Hölder, Ravensburg
- 2015: Metropolis - Visuelle Symphonie, Foto-, Video- und Soundinstallation. Uraufführung 1. November 2015, Kirche St. Johannes Nepomuk in Kehl, 24 Aufführungen
- 2016: Animal Farm, mehrteilige Landschaftskultur, Rheinhafen Kehl
- 2016: Sky-Plane-Girl, Exhibition in three chapters, curated by Azad Asifovich, Galerie Mansart, Paris, Frankreich
- 2016: Sky-Plane-Girl, Museum Villa Haiss, Zell a.H.
- 2017: My Australian Sketchbook, Gallery Cascade ArtSpace, Merimbula, Australien
- 2017: Metropolis - Visuelle Symphonie, Foto-, Video- und Soundinstallation, Jesuitenkirche, Heidelberg
- 2017: Tre giorni veneziani, Interaktive Sound- und Videoinstallation, im Rahmen der Ausstellung „Venedig in der Kunst“, Galerie Fruchtkasten, Kloster Ochsenhausen
- 2017: Centre des lumières, Ausstellung Galerie Signum, Heidelberg
- 2017: Ein Bruder namens Martin, Theaterstück über Martin Luther für das Theater BaalNovo (Textautor und audio-visuelles Bühnenszenario)
- 2018: Primavera, Skulptur Stahl und Aluminium mit fotografischen Elementen, Stadt Lahr, öffentlicher Raum
- 2018: La Serenissima cantat Foto und Video-Installation im Kirchenraum, mit dem Bachchor Ortenau, Leitung Thomas Strauß in der Kirche St. Pierre le Jeune, Strasbourg
- 2019: Rheinsymphonie, Autorenschaft und Bühnenbild-Projektionen für das binationale Theater Eurodistrict BAAL, zur Eröffnung des neuen Theaterhauses in Neuried „Europäisches Forum am Rhein“
- 2019: Tre giorni veneziani, Einzelausstellung Bilder und Interaktive Sound- und Videoinstallation, Museum Villa Haiss, Zell a. H.
- 2020: Venedig in der Kunst, Bilder und Interaktive Sound- und Videoinstallation, im Rahmen der Ausstellung „Venedig in der Kunst“, Kunsthalle Messmer, Riegel am Kaiserstuhl (Kurator Winfried Heid)
- Selected Artist: shooting hidden Spot, Kunstpreis der Internationalen Kunstmesse Seoul KIAF 2008.

## Mitgliedschaften
- Berufenes Mitglied der Deutschen Gesellschaft für Photographie DGPh.
- Berufenes Mitglied im Künstlerbund Baden-Württemberg.
- Alliance of German Designers AGD
- Freelens - Verband professioneller Fotografen
- Lions Club Strasbourg-Métropole Europe

## Bücher
- Fotografie aus Bahia, Bonfin ed., Salvador Bahia 2003, ISBN 3-00-016579-7.
- Ethiopian Experiences, Ausstellungskatalog. 2005.
- Ethiopia with different eyes. Fotografie des äthiopischen Alltags, Goethe-Institut, Addis Abeba, Frankfurt am Main 2008, OCLC 612537021.
- Tilmann Krieg, fotografische Arbeiten, Villa Haiss, Museum für zeitgenössische Kunst, 2009.
- Bühl. Das Stadt-Bilderbuch, Stadt Bühl, Bühl 2011, ISBN 978-3-00-034560-9.
- Passages, Katalog zur Ausstellung Galerie François Mansart, Paris, 2013.
- "BAALnovo, 10 Jahre grenzüberschreitende Theaterarbeit, ISBN 978-3-946192-00-8